# Lévis-Saint-Nom
Lévis-Saint-Nom är en kommun i departementet Yvelines i regionen Île-de-France i norra Frankrike. Kommunen ligger i kantonen Chevreuse som tillhör arrondissementet Rambouillet. År 2022 hade Lévis-Saint-Nom 1 610 invånare.

## Befolkningsutveckling
Antalet invånare i kommunen Lévis-Saint-Nom
| Referens: INSEE |